# Maksim Shostakóvich
Maksim Dmítrievich Shostakóvich (en ruso: Макси́м Дми́триевич Шостако́вич; Leningrado, 10 de mayo de 1938) es un director de orquesta y pianista ruso. Es el segundo hijo del compositor Dmitri Shostakóvich y Nina Varzar. Desde 1975, ha dirigido y popularizado muchas de las obras menos conocidas de su padre.

## Biografía
Maksim Shostakóvich nació en Leningrado (hoy San Petersburgo) el 10 de mayo de 1938. Fue el segundo hijo del matrimonio de Dmitri Shostakóvich y Nina Varzar. Su hermana mayor es Galina Shostakóvich. Se educó en los Conservatorios de Moscú y Leningrado, donde estudió con Ígor Markévich y Otto-Werner Mueller antes de convertirse en director titular de la Orquesta Sinfónica de Unión Radio y Televisión. Mientras era director principal de la Orquesta Sinfónica de Radio y Televisión de Moscú, dirigió el estreno de la Decimoquinta Sinfonía de su padre.
El 12 de abril de 1981, desertó a Alemania Occidental y luego se estableció en Estados Unidos. Después de una temporada como director de la Orquesta Sinfónica de Nueva Orleans y la Orquesta Filarmónica de Hong Kong, regresó a San Petersburgo. En 1992, realizó una aclamada grabación del Concierto para violonchelo y orquesta de Nikolái Miaskovski con Julian Lloyd Webber y la Orquesta Sinfónica de Londres para Philips Classics.
Tiene un hijo, Dmitri Maksímovich Shostakóvich (o Dmitri Shostakóvich jr.), que es pianista.

## Obra
Maksim Shostakóvich es el dedicatario y primer intérprete del Concierto para piano n.° 2 de su padre (Op. 102) y ha grabado un ciclo de las 15 sinfonías de su padre con la Orquesta Sinfónica de Praga para el sello checo Supraphon.